# Samgyetang
El samgyetang es una sopa coreana también llamada sopa de pollo al ginseng. Los ingredientes principales del plato son la carne de pollo, el arroz glutinoso y el ginseng, el jujube seco, el jengibre y el ajo. El Samgyetang se sirve tradicionalmente en la estación de verano debido a sus nutrientes. 

## Características
Al igual que el caldo de gallina se cree en las cocinas orientales que es un remedio contra catarros y demás enfermedades. Se trata de un alimento nutritivo que aporta diversos minerales y sales. En muchos restaurantes de Corea se mantiene la receta de elaboración de esta sopa como uno de los secretos más guardados.
- Datos: Q1335219
- Multimedia: Samgyetang / Q1335219